# روبرت مالكوم ماكراي جونيور
روبرت مالكوم ماكراي جونيور (بالإنجليزية: Robert Malcolm McRae Jr.)‏ هو محامي وقاضي وضابط أمريكي، ولد في 31 ديسمبر 1921 في ممفيس في الولايات المتحدة، وتوفي في 25 يونيو 2004.